# ŽNK Sračinec
ŽNK Sračinec je ženski nogometni klub iz općine Sračinec.

## Povijest
Klub se trenutačno natječe u 2. regionalnoj ženskoj hrvatskoj nogometnoj ligi

## Uspjesi
- Prvak II. ŽHNL ZAPAD (središte Varaždin) 2005/06

## Poveznice
- Hrvatski nogometni savez

## Vanjske poveznice
- ŽNK „SRAČINEC” - Prvak II. ŽHNL ZAPAD (središte Varaždin)[neaktivna poveznica]